# Laura a její tygři
 (avril 2025).
La mise en forme du texte ne suit pas les recommandations de Wikipédia : il faut le « wikifier ».
Les points d'amélioration suivants sont les cas les plus fréquents. Le détail des points à revoir est peut-être précisé sur la page de discussion.
- Les titres sont pré-formatés par le logiciel. Ils ne sont ni en capitales, ni en gras.
- Le texte ne doit pas être écrit en capitales (les noms de famille non plus), ni en gras, ni en italique, ni en « petit »…
- Le gras n'est utilisé que pour surligner le titre de l'article dans l'introduction, une seule fois.
- L'italique est rarement utilisé : mots en langue étrangère, titres d'œuvres, noms de bateaux, etc.
- Les citations ne sont pas en italique mais en corps de texte normal. Elles sont entourées par des guillemets français : « et ».
- Les listes à puces sont à éviter, des paragraphes rédigés étant largement préférés. Les tableaux sont à réserver à la présentation de données structurées (résultats, etc.).
- Les appels de note de bas de page (petits chiffres en exposant, introduits par l'outil «  Source ») sont à placer entre la fin de phrase et le point final[comme ça].
- Les liens internes (vers d'autres articles de Wikipédia) sont à choisir avec parcimonie. Créez des liens vers des articles approfondissant le sujet. Les termes génériques sans rapport avec le sujet sont à éviter, ainsi que les répétitions de liens vers un même terme.
- Les liens externes sont à placer uniquement dans une section « Liens externes », à la fin de l'article. Ces liens sont à choisir avec parcimonie suivant les règles définies. Si un lien sert de source à l'article, son insertion dans le texte est à faire par les notes de bas de page.
- La présentation des références doit suivre les conventions bibliographiques. Il est recommandé d'utiliser les modèles {{Ouvrage}}, {{Chapitre}}, {{Article}}, {{Lien web}} et/ou {{Bibliographie}}. Le mode d'édition visuel peut mettre en forme automatiquement les références.
- Insérer une infobox (cadre d'informations à droite) n'est pas obligatoire pour parachever la mise en page.

Pour une aide détaillée, merci de consulter Aide:Wikification.
Si vous pensez que ces points ont été résolus, vous pouvez retirer ce bandeau et améliorer la mise en forme d'un autre article.
Laura a její tygři est un groupe tchèque de funk, soul, jazz et rock.

## Présentation
C'est en 1985 que Karel Šůcha, au sein du Neprakta klubu à Most, crée Laura a její tygři (Laura et ses tigres). Le nom du groupe a été inspiré d'une courte nouvelle de William Saroyan, Tracyho tygr. De 1986 à 1989, le prestige de la bande était en hausse en Tchécoslovaquie. À l'automne 1989, le groupe est devenu professionnel. Le premier concert du groupe à l'étranger a eu lieu au "Festival Poza Kontrola" à Varsovie en 1987. Puis en suivant, une tournée de concerts en Bulgarie et une participation dans les "Stars au Festival de la mer" sur les sables dorés, des concerts à Prague, le "Festival les Journées de Moscou", et au "Festival mondial de la jeunesse" en Corée du Nord. Il est très rapidement inclus dans les plus célèbres groupes new wave tchèques et mondiaux. La chute du rideau de fer a permis a Laura a Jeji Tygri  de réaliser des concerts en Europe occidentale, principalement en France et en Allemagne. Les musiciens se distinguent par leurs tenues de scène, chemises blanche, cravates noires, lunettes noires, et pantalons noir qui en faisait un groupe unique de l'époque. En 1999, le leader du groupe Karel Šůcha réorganise complètement le groupe, pour laisser place à des musiciens plus jeunes, au détriment des anciens, pour revitaliser la bande musicalement et obtenir un nouveau succès. En vain. À l'heure actuelle, le groupe a déjà donné plus de 1 000 concerts dans les clubs de rock et de festivals, tant au pays qu'à l'étranger.

## Discographie
- Žár trvá - Panton 1988
- Nebudeme - Supraphon 1990
- Síla v nás - Bonton 1992
- The Best Of - Bonton 1994
- Rituál 199x - Bonton 1995
- Vyklátíme modly - Bonton 1996
- Rytmus - Popron 2001
- Vyškrábu ti oči - EMI 2004
- Jsme tady - Supraphon 2005
- Koťata a jejich tygři: Džungle nebo město - GZ Media 2008
- Nejsou malý věci - Laura promotion 2009

## Membres actuelles
- Lenka Nová – Voix
- Karel Šůcha - Chef du groupe, Basse, Voix
- Bohumil Vitásek - Guitare, Voix
- Lukáš Pelikán - Guitar, Voix
- Radek Němec – Trompette, Bugle, Voix
- Marek Buble - Saxophone alto, Flute, Voix
- Jan Šatra - Trombone, Voix
- Mirek Návrat - Batterie, Percussion